# Antsirabe Nord
Antsirabe Nord is een plaats en commune in het noorden van Madagaskar, behorend tot het district Vohemar, dat gelegen is in de regio Sofia. Tijdens een volkstelling in 2001 telde de plaats 24.986 inwoners.
De plaats biedt naast lager onderwijs ook middelbaar onderwijs aan. 99 % van de bevolking werkt als landbouwer. Het belangrijkste landbouwproduct is vanille; andere belangrijke producten zijn koffie, peper en rijst. Verder is 1% actief in de dienstensector.

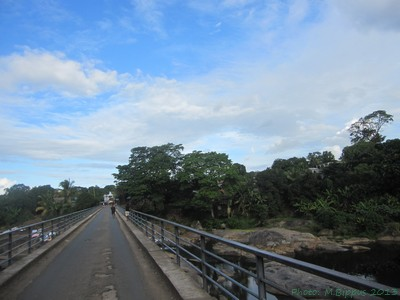
Een brug in de buurt van Antsirabe Nord